# Jamaal Torrance
Jamaal Torrance (né le 20 juillet 1983 à Orlando) est un athlète américain spécialiste du 400 mètres.

## Carrière
En 2007, Jamaal Torrance se classe septième des Championnats des États-Unis d'Indianapolis avec le temps de 45 s 79. Sélectionné pour les Jeux panaméricains se déroulant en juillet 2007 à Rio de Janeiro, il termine septième de la finale du 400 m, et remporte par ailleurs la médaille d'argent du relais 4 × 400 mètres dans lequel l'équipe des États-Unis se voit devancée par les Bahamas.
En début de saison 2008, aux Championnats du monde en salle de Valence en Espagne, l'Américain s'adjuge le titre mondial du relais 4 × 400 m aux côtés de James Davis, Greg Nixon et Kelly Willie. L'équipe des États-Unis devance avec le temps de 3 min 06 s 79 la Jamaïque et la République dominicaine. 
Jamaal Torrance remporte le titre des Championnats des États-Unis en salle 2009 en 46 s 37, et termine deuxième de l'édition 2010, derrière Bershawn Jackson. Quelques jours plus tard, il se classe troisième des Championnats du monde en salle de Doha derrière le Bahaméen Chris Brown et le Cubain William Collazo. Lors de cette même compétition, le natif d'Orlando remporte la médaille d'or du relais 4 × 400 mètres en compagnie de Greg Nixon, Tavaris Tate et Bershawn Jackson. L'équipe américaine établit la meilleure performance de l'année en 3 min 03 s 40 et devance finalement la Belgique et le Royaume-Uni.

## Records personnels
- 400 m : 44 s 80 (2010)
- 400 m (salle) : 45 s 76 (2010)

## Palmarès
| Année | Compétition                    | Lieu           | Place | Épreuve   |
| ----- | ------------------------------ | -------------- | ----- | --------- |
| 2007  | Jeux panaméricains             | Rio de Janeiro | 2e    | 4 × 400 m |
| 2008  | Championnats du monde en salle | Valence        | 1re   | 4 × 400 m |
| 2010  | Championnats du monde en salle | Doha           | 3e    | 400 m     |
| 2010  | Championnats du monde en salle | Doha           | 1er   | 4 × 400 m |
| 2011  | DécaNation                     | Nice           | 1er   | 400 m     |
| 2012  | Championnats du monde en salle | Istanbul       | 1er   | 4 × 400 m |

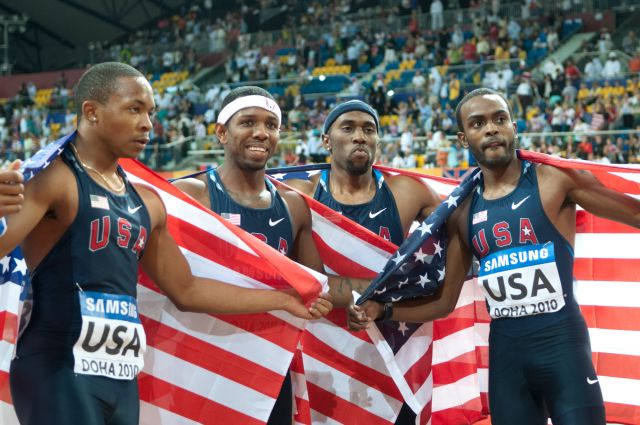
Jamaal Torrance (à droite) lors des Championnats du monde en salle de Doha en mars 2010.

- Championnats des États-Unis en salle : vainqueur en 2009, 2e en 2010